# Harry Wickwire Foster
Harry Wickwire Foster, kanadski general, * 2. april 1902, † 6. avgust 1964.